# Night Visions (album)
Night Visions er bandet Imagine Dragons første album, der udkom 4. september 2012. 
Albummet blev en stor succes, og bandet blev for alvor et internationalt band.    

## Spor
1: Radioactive 
2: Tiptoe 
3. It´s Time 
4: Demons 
5: On Top of the world 
6: Amsterdam 
7:  Hear Me 
8: Every Night 
9: Bleeding Out 
10: Underdog 
11: Nothing Left to Say/Rocks   
Hvis man køber deluxe udgaven af Night Visions kommer følgende sange med: 
12: Cha-Ching (Till We Grow Older) 
13: Working Man 
14: My Fault 
15: Round and Round 
16: The River 
17: America 
18: Selene 
19: Cover Up 
20: I Dont Mind 
| Musik | Spire Denne musikartikel er en spire som bør udbygges. Du er velkommen til at hjælpe Wikipedia ved at udvide den. |